# 30. srpnja
30. srpnja (30. 7.) 211. je dan godine po gregorijanskom kalendaru (212. u prijestupnoj godini).
Do kraja godine imaju još 154 dana.

## Događaji
- 1419. – Husiti izvršili Prašku defenestraciju.
- 1521. – Osmanlije su osvojili Beograd, "zlatni ključ" Slavonije i Ugarske.
- 1930. – U Montevideu završilo prvo svjetsko prvenstvo u nogometu.
- 1945. – Japanska mornarica je nasred Pacifika potopila američki bojni brod Indianapolis. Stradalo je 880 mornara, a zabilježen je i najveći masovni napad morskih pasa na ljude.
- 1966. – Završilo svjetsko nogometno prvenstvo u Engleskoj.
- 1971. – U sudaru mlaznog lovca i "Boeinga 727" kod Tokija poginulo je 162 ljudi.
- 1980. – Vanuatu proglasila nezavisnost.
- 1991. – Litva priznala Hrvatsku.
- 2016. – Ruski predsjednik Vladimir Putin boravi u Sloveniji zbog memorijalne svečanosti uz tzv. rusku kapelicu, uspomeni na poginula ruske i sovjetske vojnike u Sloveniji u Prvom svjetskom ratu i Drugom svjetskom ratu. Zbog Putinova posjeta došlo je do velikih prometnih zastoja u Sloveniji, ali i okolnim državama. Kilometarske kolone pogodile su i RH (kolona pred tunelom Sv. Rok bila je dugačka 29 kilometara).
- 2017. – Guinnessov rekord u okupljanja naviše osoba s istim imenom oboren je u Kupresu gdje se na manifestaciji "Vratio se Ivan s 1000 momaka" (nazvanoj po pjesmi Marka Perkovića Thompsona) okupilo 2325 Ivana.
- 2021. – na Olimpijskim igrama u Japanu 2020. odigralo se tenisko finale u muškim parovima kojega su igrala oba para iz Hrvatske, Nikola Mektić i Mate Pavić te Marin Čilić i Ivan Dodig. Finale su osvojili Mektić i Pavić rezultatom 6-4, 3-6, 10-6. To je prvo olimpijsko tenisko finale u muškim parovima nakon 113 godina koje su igrali parovi iz iste države.

| - 1511. – Giorgio Vasari, talijanski slikar, arhitekt i povjesničar († 1574.) - 1818. – Emily Brontë, engleska književnica († 1848.) - 1857. – Ignaz von Szyszyłowicz, poljski botaničar († 1910.) - 1863. – Henry Ford, američki industrijalac i poduzetnik († 1947.) - 1889. – Ivan Bjelovučić, prvi hrvatski zrakoplovac († 1949.) - 1898. – Henry Moore, engleski kipar († 1986.) - 1932. – Edd Byrnes, američki glumac († 2020.) - 1913. – Ivo Lhotka Kalinski, hrvatski skladatelj († 1987.) - 1947. – Arnold Schwarzenegger, austrijsko-američki glumac i političar - 1956. – Georg Gänswein, njemački nadbiskup i prefekt Papinskog doma - 1961. – Laurence Fishburne, američki glumac, redatelj, producent i scenarist - 1963. – Lisa Kudrow, američka glumica i komičarka - 1969. – Simon Baker, australski glumac i redatelj - 1970. – Christopher Nolan, britansko-američki redatelj - 1974. – Hilary Swank, američka glumica - 1981. – Nicky Hayden, američki vozač motociklističkih utrka († 2017.) - 1982. – Yvonne Strahovski, australska glumica - 1982. – Lucija Hranjec, hrvatska glumica - 1991. – Irina Krivko, bjeloruska biatlonka | - 579. – Benedikt I., papa - 1683. – Marija Terezija Španjolska, austrijska nadvojvotkinja (* 1638.) - 1700. – Vilim od Gloucestera, dansko-norveški princ (* 1689.) - 1718. – William Penn, engleski filozof i poduzetnik, osnivač Pennsylvanije (* 1664.) - 1811. – Miguel Hidalgo y Costilla, španjolski svećenik, vođa Meksičkog rata za neovisnost i "otac nacije" (* 1753.) - 1898. – Otto von Bismarck, njemački držvanik i političar (* 1815.) - 1912. – Meiji, japanski car - 1942. – Sveti Leopold Mandić, hrvatski svetac (* 1866.) - 1996. – Claudette Colbert, američka glumica francuskog porijekla (* 1903.) - 2007. – Ingmar Bergman, švedski filmski redatelj (* 1918.) - 2007. – Michelangelo Antonioni, talijanski redatelj (* 1912.) - 2009. – Mohammed Yusuf, nigerijski militant, osnivač Boko Harama (* 1970.) - 2015. – Lynn Anderson, američka country pjevačica (* 1947.) - 2019. – Ivo Lipanović, najstariji hrvatski olimpijac, sudjelovao na OI u Londonu 1948. (* 1928.) - 2023. – Branimir Dopuđa, hrvatski novinar |

## Blagdani i spomendani
- Abdon i Senen
- Petar Krizolog
- Međunarodni dan prijateljstva[1]